# ساكس فايمار
دوقية ساكسونيا فايمار (بالألمانية: Herzogtum Sachsen-Weimar) إحدى الدوقيات الساكسونية التي عقدها فرع إرنستين من سلالة فتين في ولاية تورنغن الحالية. وكان رئيس بلدة ورأس المال فايمر.
في أواخر القرن الخامس عشر الكثير مما هو الآن ولاية تورنغن، بما في ذلك المنطقة حول مدينة فايمر، حكمه آل فتن ناخبو ساكسونيا. وفقا لمعاهدة لايبزش لعام 1485، تم تقسيم الأراضي بين فتين إرنست ناخب ساكسونيا، وشقيقه الأصغر ألبرشت الثالث، مع الأراضي الغربي في ولاية تورنغن إلى جانب مع كرامة الانتخابية بالذهاب إلى فرع إرنستين للأسرة.

## حكام الدوقية
- يوهان فيلهلم (73-1554).
- فريدرش فيلهلم الأول (1602-1573)؛ أبن البكر لـ يوهان فيلهلم.
  - يوهان الثاني (05-1602)؛ شقيقه.
- يوهان إرنست الأول (20-1605)؛ أبن البكر لـ يوهان الثاني.
- فيلهلم (62-1620)؛ شقيقه.
- يوهان إرنست الثاني (83-1662)؛ أبن فيلهلم.
- فيلهلم إرنست (1728-1683)؛ أبن يوهان إرنست الثاني.
- يوهان إرنست الثالث (1707-1683)؛ أبن يوهان إرنست الثاني.
- إرنست أوغسطس الأول (48-1707)؛ أبن إرنست الثالث.
- إرنست أوغسطس الثاني (58-1748)؛ أبن إرنست أوغسطس الأول.
- كارل أوغسطس (1809-1758)؛ أبن إرنست الثاني.

اندمجت مع ساكس-آيزناخ لتشكل ساكس-فايمار-آيزيناخ.